# 瞿折罗-普腊蒂哈腊王朝
瞿折羅-普臘蒂哈臘王朝（拉丁字母轉寫：Gurjara-Pratihāra），又稱普腊蒂哈腊王朝（Pratihāra dynasty），或譯瞿折羅-波羅提訶羅王朝，是由瞿折罗族建立的一個印度教王朝，支配印度的西北部，大致位於今天的古吉拉特邦、拉賈斯坦邦一帶，首都卡瑙傑。

## 歷史
王朝由瞿折罗族建立，一般認為他們是拉其普特人的一支。同時期的大國還有印度東北部的波罗王朝、德干高原的罗湿陀罗-拘陀王朝，與瞿折羅-普臘蒂哈臘王朝鼎足三分。8世紀時，倭馬亞王朝數度入侵印度，都被纳加巴塔一世擊退，使伊斯兰教勢力難以進入信德地區以東。纳加巴塔二世統治時是王朝的極盛時期，經戰爭從羅濕陀羅-拘陀王朝奪取了摩臘婆，從帕拉王朝奪取了東抵比哈爾的廣大領土。王朝末期底下的封建領主逐漸坐大，中央的力量逐漸衰落。公元1018年，罗阇帕拉被加茲尼王朝的加茲尼的馬哈茂德趕出卡瑙傑，王朝至此已經名存實亡。

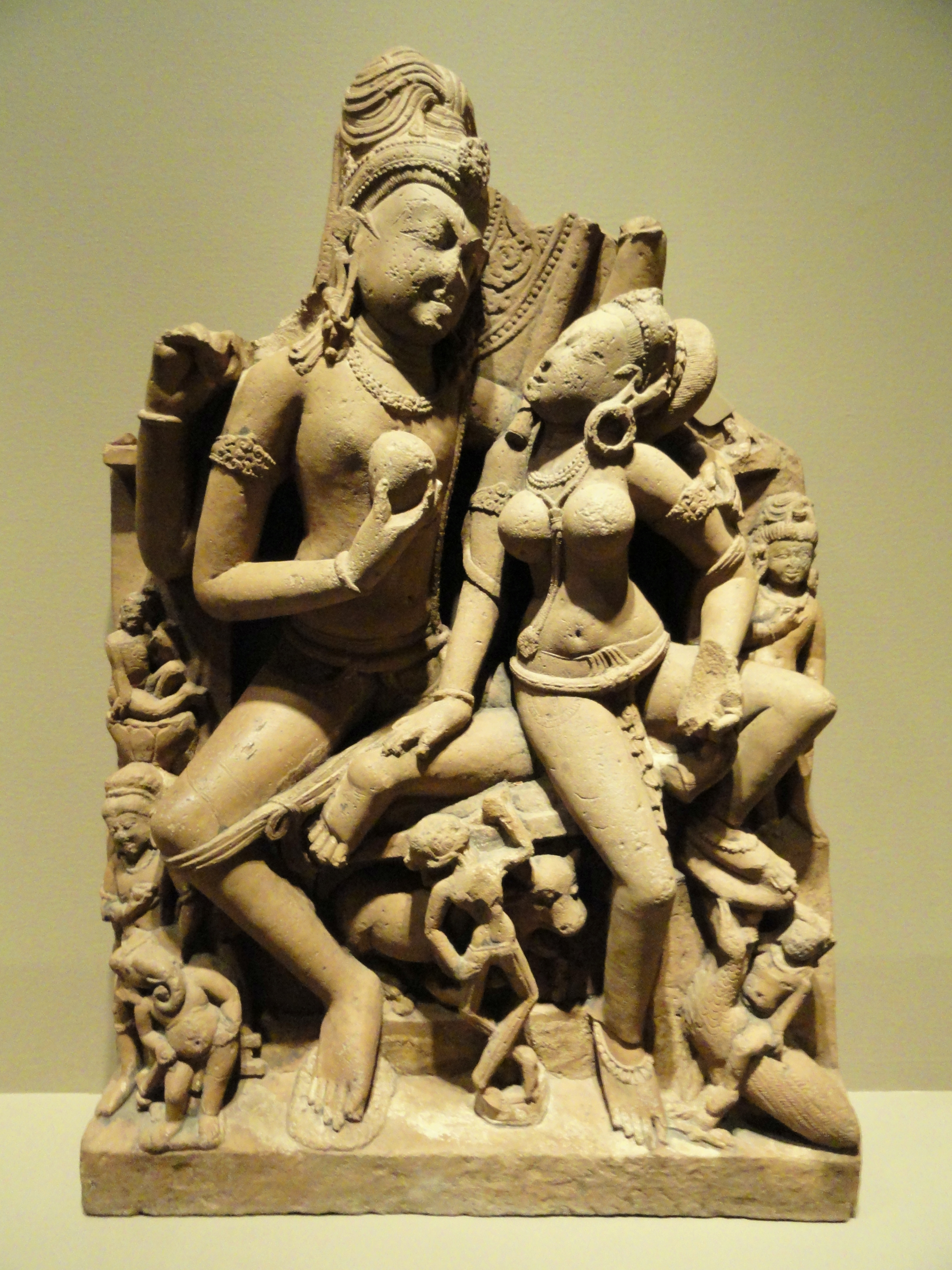
湿婆神與配偶雪山女神像（9世紀到10世紀前半、普腊蒂哈腊王朝時代製作）

## 歷代君主
- 纳加巴塔一世 750年-780年
- 瓦特萨罗阇 780年-800年
- 纳加巴塔二世 800年-833年
- 拉玛哈德拉 833年-836年
- 波荷加一世 836年-890年
- 马罕德拉帕拉一世 890年-910年
- 波荷加二世 910年-913年
- 马希帕拉一世 913年-944年
- 马罕德拉帕拉二世 944年-948年
- 德帕拉 948年-954年
- 维纳科帕拉 954年-955年
- 马希帕拉二世 955年-956年
- 维贾亚帕拉二世 956年-960年
- 罗阇帕拉 960年-1018年
- 特罗里钱帕拉 1018年-1027年
- 加萨帕拉 1024年-1036年

## 資料來源
- 《印度古代史纲》，林承节著，光明日报出版社，ISBN 7-80145-355-7
- 《印度史》，[德]迪赫‧庫爾克 迪‧羅特蒙特著，王立新 周江江譯，中國青年出版社，ISBN 9787500682332